# Francisco Valdés Vergara
Francisco Valdés Vergara (Santiago de Chile, 4 de octubre de 1854 - Valparaíso, 15 de mayo de 1916) fue un historiador, diplomático, intendente, ministro de Hacienda, diputado y senador chileno.

## Familia
Era hijo de Javier Valdés Aldunate, que el 3 de mayo de 1835 contrajo matrimonio con Javiera Carrera Fontecilla, hija del general José Miguel Carrera, con la que tuvo nueve hijos y de la que acabaría enviudando.
Posteriormente contrajo matrimonio con Antonia Vergara Echevers, con la que tendría tuvo diez hijos. Francisco Valdés Vergara fue su segundo hijo.
Era sobrino de José Francisco Vergara Echevers, hermano del diputado Ismael Valdés Vergara y primo de los diputados Diego Vergara Correa y José Bonifacio Vergara Correa. Además del crítico literario, escritor, subsecretario de guerra y marina Pedro Nolasco Cruz Vergara.
Realizó sus estudios primarios en el Colegio San Ignacio de Alonso de Ovalle. Posteriormente sus estudios secundarios los hizo en el Instituto Nacional. Posteriormente estudio leyes en la Universidad de Chile. En 1875, había sido profesor, secretario, director y presidente de la sociedad que fundó, la Escuela Nocturna de Artesanos Benjamín Franklin. En dicha institución dio conferencias públicas sobre educación.

### Estadía en el extranjero y su regreso
Interrumpió sus estudios universitarios para ir a Bolivia como secretario de don Pedro M. Videla en la legación creada en abril de 1877 y en este puesto le sorprendieron las serias controversias suscitadas entre los dos gobiernos y que dieron origen a la guerra del Pacífico. Fue secretario de la legación de Chile en Bolivia en 1877 y a su regreso, en 1879 se le nombró cónsul general de Chile en Panamá y en esa época tuvo la especial misión de impedir el tránsito de los elementos de guerra para las naciones aliadas en contra de Chile. Posteriormente en julio de 1879 se lo nombró encargado de negocios en Colombia.
En 1881 volvió al país y fue nombrado redactor del diario El Comercio, que fundó don Rafael Vial, asociado al escritor don Benjamín Dávila Larraín. Más tarde dirigió el diario "La Época" de Santiago, que sostuvo la candidatura a la presidencia de Domingo Santa María.

### Matrimonio e hijos
Francisco contrajo matrimonio en La Paz, Bolivia, en 1879 con Ángela Bustamante Zavalia, quienes tuvieron 4 hijos, que fueron: Ema, Salvador, Francisco y Ricardo.

## Vida pública

### Diputado y presidente del senado
Perteneció al Partido Liberal. Fue elegido por primera vez diputado suplente por Santiago por el período 1882-1885, posteriormente fue diputado electo por Valparaíso y Casablanca por el periodo 1891-1894.
En 1912 aceptó la senaturía por Santiago por el período 1912-1918, presidente del senado desde el 3 de junio de 1912 a 14 de octubre de 1913, en reemplazo de Ricardo Matte Pérez quien falleció el 16 de agosto de 1913. Sus poderes como senador fueron aprobados el 20 de octubre de 1914. En el senado integró las Comisiones permanente de hacienda y de Instrucción Pública.

### Ministro de estado
En 1891 fue ministro de hacienda en el periodo 31 de diciembre de 1891 al 14 de marzo de 1892, durante la presidencia del vicealmirante Jorge Montt.
 Desde el 6 al 29 de febrero de 1892 fue ministro de Justicia e Instrucción Pública subrogante. Como ministro de Hacienda, presentó en enero al Congreso, un proyecto de ley destinado a armonizar los billetes emitidos por el presidente Balmaceda como necesidad de guerra. Logró que el proyecto fuera aprobado y por medio de Vales del Tesoro con interés, recogió e incineró $9.500,000 billetes. En marzo de 1892 renunció al ministerio, con motivo del desacuerdo que se produjo entre conservadores por una parte y liberales, radicales y nacionales por la otra, sobre nombramientos de jueces, pues consideró que la designación de los magistrados de justicia debía hacerse por méritos y no por razones de partido político.

### Cargos públicos
En junio de 1882 asumió el cargo de intendente de Tarapacá y estuvo en ese cargo hasta 1884. En 1884 aceptó la dirección del Tesoro y nombrado superintendente interino de la Casa de Moneda. En 1885 fue nombrado inspector de las oficinas del Banco de Valparaíso, establecidas desde Pisagua hasta Angol. En 1887 se le nombró gerente del mismo Banco de Valparaíso.
En 1881, durante la ocupación de Chile, antes de firmarse el Tratado de Ancón, administró aquella región del salitre, reglamentando y organizando importantes servicios de higiene y de orden. Ahí tuvo a su cargo la liquidación del estanco peruano del salitre recogiendo los certificados que el Perú había emitido en pago de las salitreras y dando títulos de propiedad a los que los cancelaban, todo con arreglo al Supremo Decreto de 28 de marzo de 1881; estuvo desempeñando este puesto hasta 1884. En su administración se le debió Iquique la construcción de los edificios de la cárcel y de la Escuela Modelo Domingo Santa María.
En septiembre de 1897, el presidente Federico Errázuriz Echaurren lo nombró administrador de la Aduana de Valparaíso, cargo que había sido recién creado, para reorganizar esa oficina y terminar con los fraudes que en esa época fueron descubiertos y afectaban seriamente las rentas fiscales.
En 1901, figuró como candidato, durante la campaña presidencial de ese año, por la Alianza Liberal. Subió al poder el presidente Germán Riesco.
 En diciembre de 1901 aceptó la Superintendencia de Aduanas de la República, cargo que desempeñó hasta 1905, fecha en que renunció por razones privadas.
Fue miembro del Consejo Consultivo de los Ferrocarriles del Estado, cargo que era elegido o designado por el senado.

## Actividades privadas
Fue fundador de la 5.ª Compañía de Bomberos de Santiago el 7 de diciembre de 1873.
En 1889, después de la muerte de su tío José Francisco Vergara, fundó la población de este nombre, en Viña del Mar. En 1891 se asoció a la revolución y fue proscrito a Buenos Aires, donde escribió artículos sobre estudios políticos de Chile, en "La Prensa". Después del triunfo de la revolución, tomó a su cargo la redacción de "El Heraldo", diario de Valparaíso. En 1897 publicó la "Historia de Chile", destinada a las escuelas, de la que hizo una segunda edición en 1901. En 1898 aceptó el cargo de gerente de la Refinería de Azúcar de Penco.

## Muerte
Falleció el 15 de mayo año 1916 a causa de un ataque de angina, cuando ejercía como senador hasta 1918. Fue diplomático, político, periodista e historiador. Fue autor de algunos libros, como Vida y obras de Benjamín Franklin, y folletos como El papel moneda. Aparte publicó artículos en diarios de Santiago y Valparaíso como La Prensa, La Época, El Heraldo y El Comercio. Residió en Valparaíso durante la mayor parte de su vida, y fue sepultado en el cementerio católico de Santiago.